# Jorge López Montaña
Jorge López Montaña (Logronyo, 19 de setembre de 1978) és un exfutbolista riojà, que ocupava la posició de migcampista.

## Trajectòria
Format al planter del CD Logroñés, hi debuta a la Segona Divisió amb l'equip de La Rioja a la temporada 97/98. Dos anys després, fitxa pel Vila-real CF, amb qui juga 29 partits i marca set gols. El Vila-real aconseguiria l'ascens a primera divisió eixa temporada.
El migcampista va romandre tres temporades al Vila-real a la màxima categoria, entre 2000 i 2003. En aquest període, va ser un dels jugadors més destacats del conjunt valencià, amb qui marcaria 23 gols en 105 gols. La seua progressió va fer que el València CF el fitxara a l'estiu del 2003.
La temporada 03/04, el València faria el doblet Lliga - Copa de la UEFA, però el migcampista no és titular, participant 26 partits. A l'any següent és cedit al RCD Mallorca, i de nou al València, amb prou feines jugarà durant dues temporades, en part a causa de les lesions.
La temporada 07/08 deixa l'equip de Mestalla i recala al Racing de Santander, amb qui recupera la titularitat i els gols, 6 en 35 partits. Millora la xifra a l'any posterior, 7 en 38 partits, fonamentals en el retorn del Reial Saragossa a la màxima categoria.